# Hayato Ochi
Hayato Ochi (født 17. juli 1982) er en tidligere japansk fodboldspiller.
Han har spillet for flere forskellige klubber i sin karriere, herunder Cerezo Osaka og Montedio Yamagata.